# Izoprocesi
Izoprocesi su termodinamički procesi u kojima se količina tvari i jedna od veličina stanja sustava ne mijenjaju: 
- izobarni proces (izobare) zbiva se pri stalnome tlaku, dok se obujam (volumen) mijenja razmjerno s temperaturom (na primjer Gay-Lussacov zakon pri stalnom tlaku);
- izohorni proces (izohore) zbiva se pri stalnom obujmu (volumenu), dok se tlak mijenja razmjerno s temperaturom (na primjer Gay-Lussacov zakon pri stalnom obujmu);
- izotermni proces (izoterma) zbiva se pri stalnoj temperaturi, dok se tlak mijenja obrnuto razmjerno s volumenom (na primjer Boyle-Mariotteov zakon);
- izentropni proces zbiva se pri stalnoj entropiji, na primjer adijabatski proces (na primjer adijabatska temperatura izgaranja).[1]

## Termodinamički proces
Termodinamički proces je proces promjene stanja nekog termodinamičkog sustava opisan s pomoću makroskopskih veličina (temperatura, tlak, toplina, volumen), na primjer adijabatski proces, izoprocesi (izotermni, izobarni, izohorni, izentropni).
Termodinamički se reverzibilni proces (povratni proces) zbiva kada termodinamički sustav od početnoga do konačnoga stanja sporo prolazi kroz više ravnotežnih stanja, a može se odvijati i u suprotnom smjeru. Termodinamički ireverzibilni proces (nepovratni proces) zbiva se kada termodinamički sustav od početnoga do konačnoga stanja brzo prolazi kroz više neravnotežnih stanja i ne može se odvijati u suprotnom smjeru. Rad termodinamičkoga sustava ovisi o vrsti termodinamičkoga procesa kojim je sustav iz početnoga došao u konačno stanje.
Kružni termodinamički proces je proces kojim se termodinamički sustav nakon više stanja dovodi u početno stanje, na primjer Carnotov kružni proces (dva izotermna i dva adijabatska procesa), Dieselov kružni proces (izobarni, izentropni, izohoni i izentropni proces).